# Klaus Philipp
Klaus Philipp (* 11. April 1932 in Aue; † 12. März 2023 in Köln) war ein deutscher Polizist (Reiterstaffel) und Pferdemaler.

## Leben
Klaus Philipp kam 1932 im Erzgebirge als Sohn einer Fabrikantenfamilie zur Welt. Nach dem Ende des Zweiten Weltkriegs 1945 kam er nach Eutin in Schleswig-Holstein. Dort malte er im Alter von 13 Jahren erstmals ein Pferd, lernte reiten und machte eine Landwirtschaftslehre.
Sein weiterer Weg führte ihn an den Bodensee. Philipp trainierte Pferde und war Mitglied des baden-württembergischen Landeskaders „Vielseitigkeit“. Er trat in den Polizeidienst und folgte einem Rat, sich als Polizeireiter zu bewerben. Klaus Philipps Karriere begann mit 19 Jahren in Biberach an der Riß als Auszubildender und endete als Leiter der berittenen Polizei in Stuttgart. Zu Zeiten der RAF war er in Stammheim häufig im Einsatz.
Nach dem Dienst studierte er von 1957 bis 1959 an der Freien Kunstschule Stuttgart. 1958 wurde er als erster nicht hauptberuflicher Künstler in den Verband Bildender Künstler Baden-Württembergs aufgenommen und konnte damit seine Arbeiten in den jurierten Ausstellungen des Württembergischen Kunstvereins ausstellen. Max Ackermann drängte ihn schon damals, den Polizeidienst zu beenden und sich ganz der Malerei zu widmen. Berufsbegleitend holte Philipp das Abitur nach, trat 1964 in den gehobenen Dienst als Ausbilder für die Polizeipferde und ihre Reiter ein und leitete von 1970 bis 1980 die Dienststelle der berittenen Polizei in Stuttgart. 1980, im Alter von nur 48 Jahren, ging er nach Knochenbrüchen, die er sich beim Einreiten von Dressurpferden, bei Vielseitigkeitsturnieren und beim alpinen Skirennsport zugezogen hatte, in den vorzeitigen Ruhestand und widmete sich nun vollends der Malerei.
Philipp hatte aus erster Ehe vier erwachsene Töchter. Seit 1993 lebte er mit seiner Frau Bernadette, einer Tierärztin, in Putensen (Salzhausen), unweit des Ausbildungszentrums Luhmühlen für Vielseitigkeitsreiterei. Er starb wenige Wochen vor seinem 91. Geburtstag in der Nähe von Köln. Dorthin war er aus gesundheitlichen Gründen in die Nähe seiner Tochter gezogen.

## Wirken und Werke
Klaus Philipp widmete sich in seiner Malerei ganz den Pferden. Von der jährlichen Ausstellung im Brenners Park-Hotel in Baden-Baden ging es später nach England. Philipps Porträt des Jahrhunderthengstes Northern Dancer, der als Leihgabe im National Racing Museum in Newmarket hängt, ist neben englischen Meistern wie Stubbs, Herring, Hall und Munnings zu sehen.
Philipp hinterließ mehrere Bildbände, Kalender und Gemälde – die meisten davon mit Pferdemotiven. Er malte auch zahlreiche Holsteiner, darunter Caretino, Corrado oder Contender.
Etliche Reiter und Pferde, Englische Vollblüter und Stempelhengste hat Klaus Philipp porträtiert, z. B.:
- Reiner Klimke mit Ahlerich,
- Paul Schockemöhles Deister,
- Liselott Linsenhoffs Piaff,
- Prinzessin Anne an einem Wasserhindernis.[1]